# Côte d'Émeraude
La Côte d'Émeraude est le choronyme inventé par le Malouin Eugène Herpin en 1894 pour la portion de côte qui se trouve de part et d'autre de la baie de Saint-Malo, en raison de la couleur — vert émeraude — de la mer à certains moments dans cette zone. Elle se trouve au nord-est de la Bretagne, entre la pointe du Grouin à Cancale (à l'est) et le cap Fréhel à Plévenon (à l'ouest). Cette côte, à cheval sur l'Ille-et-Vilaine et les Côtes-d'Armor, couvre notamment Saint-Malo, l'estuaire de la Rance et Dinard. Elle est bordée à l'est de la pointe du Grouin par la baie du Mont-Saint-Michel et à l'ouest du cap Fréhel par la baie de Saint-Brieuc.

## Localités
Ses sites et stations balnéaires sont, d'est en ouest :

### Ille-et-Vilaine
- Cancale
  - Île des Landes (côte ouest) et la Roche Herpin (plus loin au large) jusqu'au phare de la Pierre-de-Herpin
  - Pointe du Grouin (côte ouest)
  - Île du Guesclin
- Saint-Coulomb
  - Pointe du Meinga
  - Île Besnard
- Saint-Malo
  - Havre de Rothéneuf
  - Pointe de la Varde
  - Paramé
  - Saint-Malo intra-muros
  - les îles du Fort National, le Petit Bé et le Grand Bé (reliées au continent à marée basse)
  - l'île de Cézembre (plus au large)
  - chemin de la cité d'Aleth (Saint-Servan)
  - de nombreux îlots rocheux et bancs côtiers (parfois découverts et accessibles à pied en période de grande marée)
- L'estuaire de la Rance, aujourd'hui fermé par le barrage de la Rance ; une partie sud de l'estuaire comprend les côtes et îles de plusieurs communes :
  - sur la rive droite en Ille-et-Vilaine : Saint-Jouan-des-Guérets, Saint-Père-Marc-en-Poulet, Saint-Suliac et La Ville-ès-Nonais
  - sur la rive droite dans les Côtes-d'Armor : Pleudihen-sur-Rance et La Vicomté-sur-Rance
  - sur la rive gauche dans les Côtes-d'Armor : Saint-Samson-sur-Rance (relié à La Vicomté-sur-Rance par le barrage homonyme), Plouër-sur-Rance (relié à la Ville-ès-Nonais par l'ancien pont Saint-Hubert et le nouveau pont Châteaubriand) et Langrolay-sur-Rance
  - sur la rive gauche en Ille-et-Vilaine : Le Minihic-sur-Rance et Pleurtuit
- La Richardais (relié à Saint-Malo par le barrage de la Rance)
- Dinard
- Saint-Lunaire
- Saint-Briac-sur-Mer
  - Île Agot

### Côtes-d'Armor
- Lancieux
- Ploubalay
- Saint-Jacut-de-la-Mer
  - Archipel des Ébihens
- Saint-Cast-le-Guildo
- Matignon
- Pléboulle
- Fréhel (côte sud-est)
- Plévenon
  - Fort-la-Latte
  - Cap Fréhel (côte est)

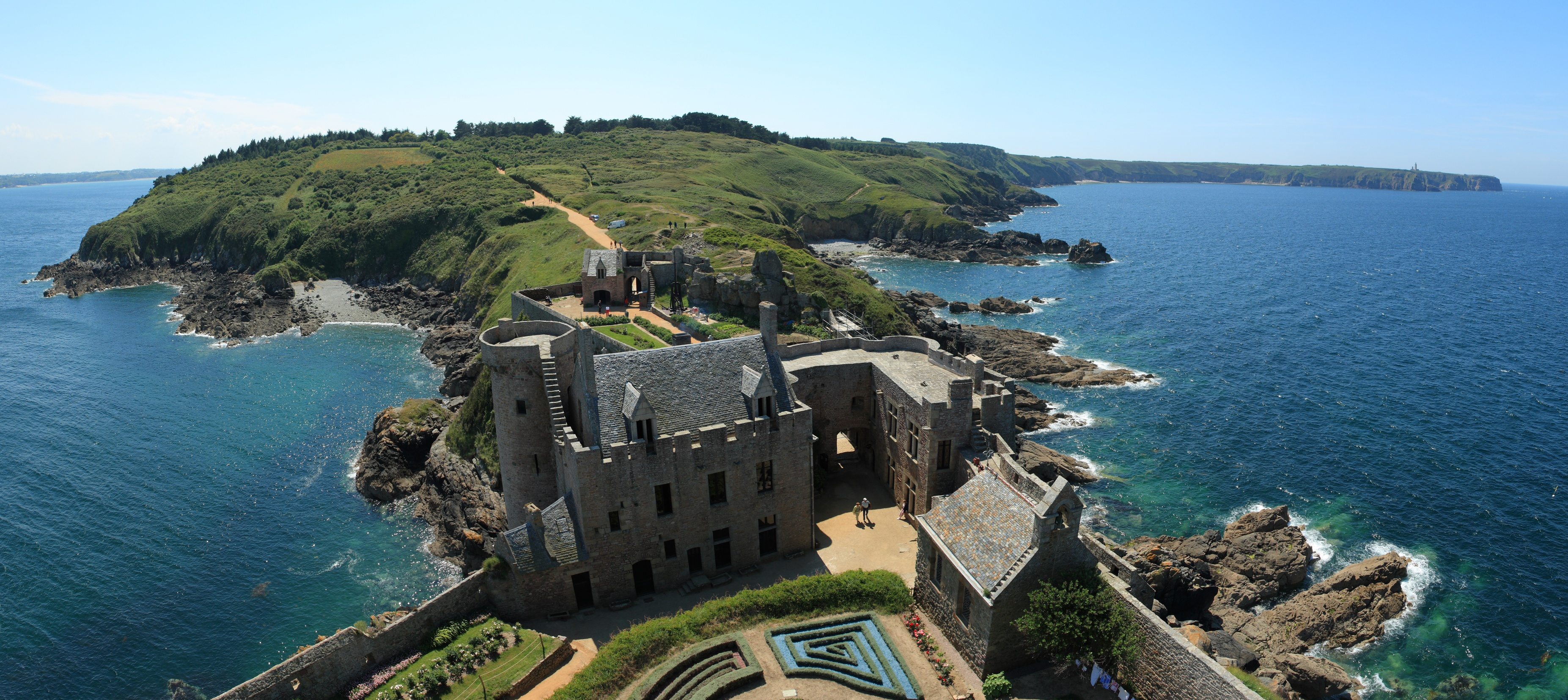
La côte d'Émeraude vue du donjon du Fort-la-Latte à Plévenon.

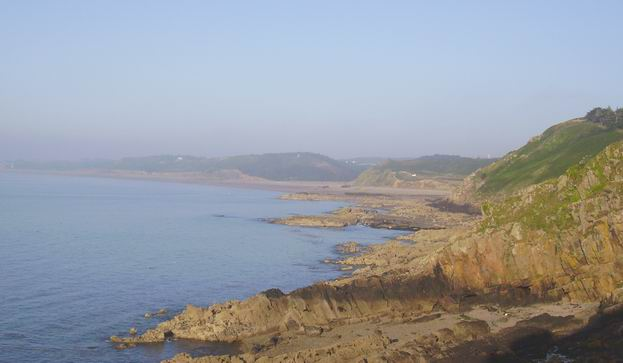
Rivages de la côte d'Émeraude (ou côte de Penthièvre) à Pléneuf-Val-André.

Le port d'Erquy et la station-balnéaire du Pléneuf-Val-André avec les Sables d'Or les Pins, bordant la baie de Saint-Brieuc et bien qu'à l'ouest du cap Fréhel, sont quelquefois rattachés à la côte d’Émeraude ou la côte de Penthièvre.

### Intercommunalités
La communauté de communes de la Côte d'Émeraude, créée en octobre 1996 et qui regroupe aujourd'hui Dinard et des communes environnantes, ne couvre qu'une partie centrale de la côte d'Émeraude. Ainsi à l'est,  Saint-Malo, Saint-Coulomb et Cancale font-elles partie de l'intercommunalité de Saint-Malo Agglomération et à l'ouest, les communes costarmoricaines de Saint-Jacut-de-la-Mer, Saint-Cast-le-Guildo et Fréhel font partie de Dinan Agglomération.

## Historique

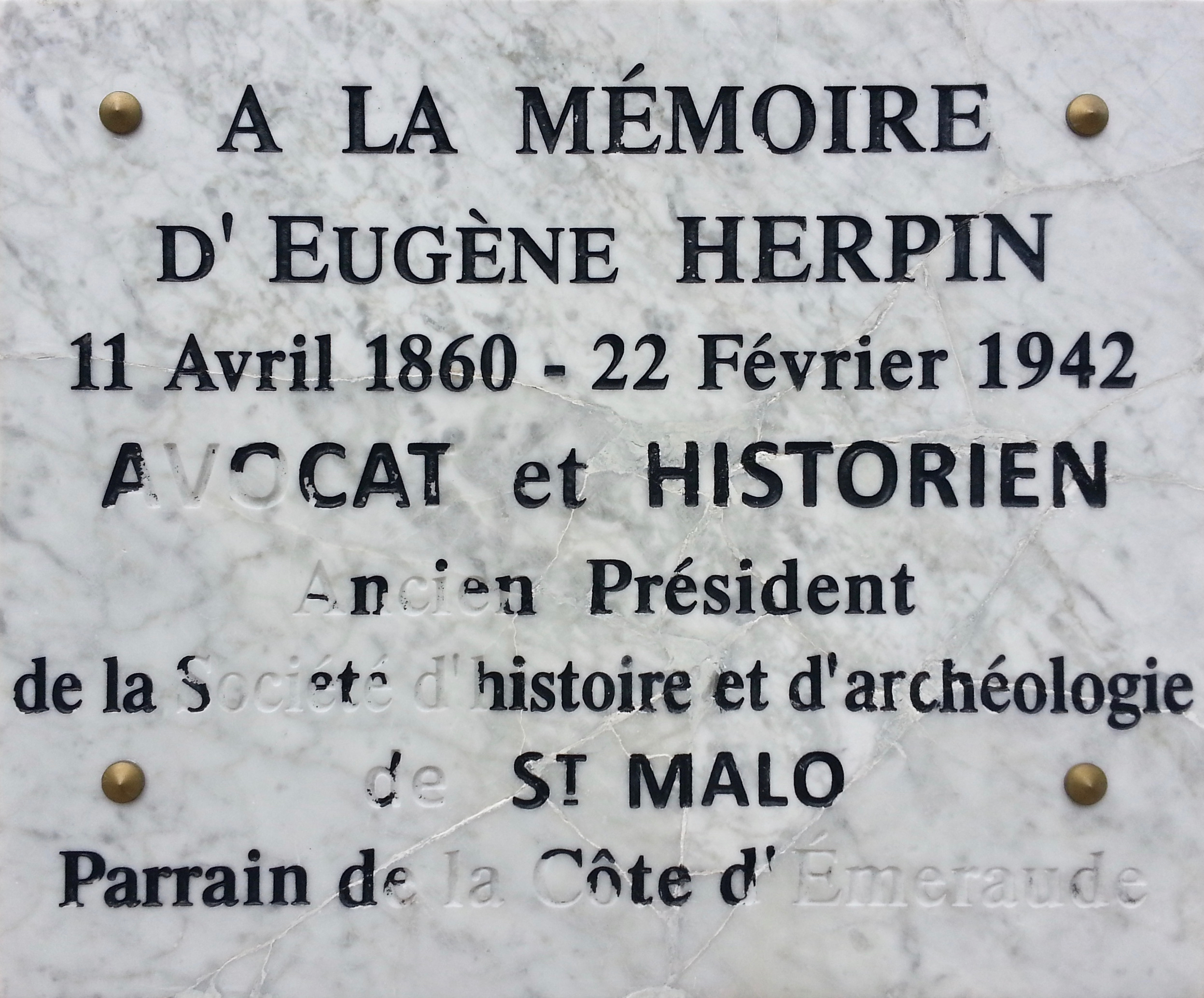
Plaque à la mémoire d'Eugène Herpin sur le mur de son ancienne maison, face à l'ancienne mairie de Paramé.

Eugène Herpin (1860-1942), avocat et historien local qui habitait Paramé (aujourd'hui rattaché à Saint-Malo) est le « parrain » de la côte d'Émeraude pour lui avoir donné ce nom en 1894. Ce toponyme littoral est repris par des hommes de lettres, des artistes qui bâtissent une image attractive de cette côte.
Le territoire où se trouve Saint-Malo, délimité par la Rance à l'ouest, la Manche au nord et au nord-est  et la dépression de Châteauneuf à l'est portait jadis le nom de Clos-Poulet, nom issu de « Pou-Alet », du latin Pagus Aleti, « le pays d'Alet » (Alet ou Aleth étant une cité, capitale du peuple celte des Coriosolites, puis cité gallo-romaine, située à Saint-Servan, aujourd'hui Saint-Malo). 
La côte ne possédait pas de nom spécifique et elle fut baptisée côte d'Émeraude sur le modèle de côte d'Azur afin d'accompagner le développement touristique balnéaire de la région (Paramé, Saint-Malo, Dinard, Saint-Lunaire, Saint-Briac,…) de cette fin du XIXe siècle.

## Les paysages
La côte a inspiré plusieurs artistes tels que le peintre Léon Hamonet qualifié en 1941 par un journaliste de Sorcier de la côte d'Émeraude pour son talent à en traduire le pittoresque.

## Aménagement et projets de territoire
Par décret en date du 19 octobre 2024, est créé le parc naturel régional Vallée de la Rance - Côte d'Émeraude, soit 66 communes, sur un territoire allant du cap Fréhel à la Pointe du Grouin (Cancale), et de la côte à Guitté, 20 km au sud de Dinan. La Rance et le secteur breton de l'ancienne mer des Faluns sont inclus dans ce périmètre. L'idée est née vers 2003-2005, la région Bretagne a lancé officiellement le projet en 2008. Sa conduite a été confiée à l'association COEUR Émeraude, présidée alors par Charles Josselin ancien secrétaire d'État à la Mer.

## Usages du terme
Côte d'Émeraude compose le titre de publications et ouvrages :
- La Côte d'Émeraude, hebdomadaire publié à Dinard de 1898 à 1912 ; La Côte d'Émeraude et le Petit Dinardais réunis en 1913 ; édités à Dinard ;
- Le Journal de Dinard et de la Côte d'Émeraude, 1926 à 1929 ; puis Dinard-Côte d'Émeraude de 1929 à 1940, édités à Dinard ;
- Le Phare de la Côte d'Émeraude, hebdomadaire de 1934 à 1936, édité à Saint-Malo.

### Archives
- Fonds Armel Beaufils, Archives I&V, fonds 140 J, (0,80 ml), 1927-1976 - Archives concernant la protection de sites de la Côte d'Émeraude à la Côte de granit rose.